# Dekanat wilanowski
Dekanat wilanowski – jeden z 25 dekanatów rzymskokatolickich archidiecezji warszawskiej wchodzącej w skład metropolii warszawskiej. W skład dekanatu wchodzi 9 parafii: 
- Parafia św. Bonifacego w Warszawie – na Czerniakowie
- Parafia Posłania Uczniów Pańskich w Warszawie – na Kępie Zawadowskiej
- Parafia św. Elżbiety w Powsinie w Warszawie – w Powsinie
- Parafia św. Tadeusza Apostoła w Warszawie – na Sadybie
- Parafia Najświętszej Maryi Panny Królowej Wyznawców w Warszawie – na Siekierkach
- Parafia św. Antoniego Marii Zaccarii w Warszawie – na Stegnach
- Parafia Najświętszej Maryi Panny Matki Miłosierdzia w Warszawie – na Stegnach
- Parafia św. Anny w Warszawie – w Wilanowie
- Parafia Opatrzności Bożej w Warszawie (Wilanów) – w Wilanowie